# Han Chang-woo (Fußballspieler)
Han Chang-woo (kor. 한창우; * 28. Juli 1996) ist ein südkoreanischer Fußballspieler.

## Karriere
Han Chang-woo erlernte das Fußballspielen in der Jugendmannschaft der Jeonnam Dragons sowie in der Universitätsmannschaft der Chung-Ang University in Südkorea. Seinen ersten Vertrag unterschrieb er 2018 bei seinem Jugendverein Jeonnam Dragons. Das Fußballfranchise aus Gwangyang, einer Großstadt in der Provinz Jeollanam-do, spielte in der ersten Liga, der K League 1. Nach Ende der Saison musste er mit den Dragons den Weg in die zweite Liga antreten. Für die Dragons absolvierte er vier Erstligaspiele und drei Zweitligaspiele. Anfang 2020 wechselte er nach Seoul zu Seoul TNT Fitogether. Im Juli 2020 unterschrieb er einen Vertrag beim Drittligisten Cheongju FC. Für den Klub aus Cheongju bestritt er drei Spiele in der K3 League. Nach nur zwei Monaten ging er nach Thailand. Hier unterschrieb er einen Vertrag beim Rayong FC. Mit dem Verein aus Rayong spielte er in der ersten Liga, der Thai League. Für Rayong absolvierte er fünf Erstligaspiele.
Seit dem 1. Januar 2021 ist er vertrags- und vereinslos.